# Kamień (Łuków)
Kamień (pronunciación en polaco: /ˈkamjɛj̃/) es un pueblo ubicado en el distrito administrativo de Gmina Wola Mysłowska, dentro del Condado de Łuków, Voivodato de Lublin, en Polonia oriental. Se encuentra aproximadamente a 6 kilómetros al este de Wola Mysłowska, a 26 kilómetros al oeste de Łuków, y a 77 kilómetros al noroeste de la capital regional Lublin.